# Индийский государственный монетный двор в Мумбаи
Индийский государственный монетный двор в Мумбаи (англ. India Government Mint, Mumbai) — один из старейших в Индии монетных дворов, чеканка на нём началась в последней четверти XVII века. Первая рупия была отчеканена в Мумбаи в 1672 году.
Современный монетный двор построен в 1824—1830 годах. Сейчас это здание принадлежит Резервному банку Индии. Двор, подчинявшийся Бомбейскому президентству, был открыт в 1829 году. В 1876 году Британская империя передала монетный двор, находившийся под контролем правительства Бомбея, правительству Индии.
В 1918—1919 годах для чеканки британских соверенов здесь был открыт филиал Лондонского Королевского монетного двора и внедрена технология очистки золота.
В 1964 году была выпущена первая памятная монета, посвящённая Джавахарла́лу Не́ру. Также здесь изготавливают штампы, медали, значки для различных потребителей.
Монетный двор Мумбаи обозначен на монетах значком в форме диаманта под датой выпуска. На британских золотых соверенах обозначением двора служила буква «B».
В настоящее время двор является подразделением компании Security Printing & Minting Corporation of India Ltd.